# Weinmannia lopezana
Weinmannia lopezana är en tvåhjärtbladig växtart som beskrevs av José Cuatrecasas. Weinmannia lopezana ingår i släktet Weinmannia och familjen Cunoniaceae. Inga underarter finns listade i Catalogue of Life.